# .ck
.ck — в Інтернеті, національний домен верхнього рівня (ccTLD) для островів Кука.

## Домени 2-го та 3-го рівнів
В цьому національному домені нараховується близько 302,000 вебсторінок (станом на січень 2007 року).
У наш час використовуються та приймають реєстрації доменів 3-го рівня такі доменні суфікси (відповідно, існують такі домени 2-го рівня):
| Суфікс  | Регламентовані користувачі                    |
| .co.ck  | Комерційні установи, корпорації               |
| .gov.ck | Державні та урядові установи                  |
| .net.ck | Провайдери, організації, пов'язані з мережами |